# Encore Show
Az Encore Show (a borító írásmódja szerint ENCORE SHOW) a Scandal japán pop-rock együttes második válogatásalbuma, amely 2013. február 6-án jelent meg az Epic Records Japan kiadó gondozásában. A korongra tizenöt B oldalas szám mellett, egy új dal, a Kjó, koi vo hadzsimemaszu című film főcímdalaként is hallható Happy Collector, illetve az együttes független pályafutása alatt néhány alkalommal előadott Playboy című szám újrakevert változata is helyet kapott. A kiadvány a harmadik helyezést érte el az Oricon heti eladási listáján 28 817 példánnyal, ahol hét hetet töltött el összesen 37 533 eladott példánnyal.

## Számlista
| CD (ESCL-3994 / ESCL-3996) | CD (ESCL-3994 / ESCL-3996)           | CD (ESCL-3994 / ESCL-3996)              | CD (ESCL-3994 / ESCL-3996) | CD (ESCL-3994 / ESCL-3996)            | CD (ESCL-3994 / ESCL-3996) | CD (ESCL-3994 / ESCL-3996) | CD (ESCL-3994 / ESCL-3996) | CD (ESCL-3994 / ESCL-3996) | CD (ESCL-3994 / ESCL-3996) |
| #                          | Cím                                  | Dalszöveg                               | Zene                       | Hangszerelő                           | Hossz                      |                            |                            |                            |                            |
| -------------------------- | ------------------------------------ | --------------------------------------- | -------------------------- | ------------------------------------- | -------------------------- | -------------------------- | -------------------------- | -------------------------- | -------------------------- |
| 1.                         | S.L. Magic                           | Rina                                    | Masterworks                | Masterworks, Scandal                  | 4:11                       |                            |                            |                            |                            |
| 2.                         | Tokyo                                | Scandal, Masterworks                    | Masterworks                | Kubota Kotaro                         | 2:57                       |                            |                            |                            |                            |
| 3.                         | Nacu neiro (ナツネイロ)              | Rina, Kobajasi Nacumi                   | Masterworks                | Nisikava Szuszumu                     | 4:34                       |                            |                            |                            |                            |
| 4.                         | Future                               | Rina, Kobajasi Nacumi                   | Aszami Takeo               | Nisikava Szuszumu                     | 3:37                       |                            |                            |                            |                            |
| 5.                         | So Easy                              | Scandal, Kobajasi Nacumi                | mitsubaco                  | Nisikava Szuszumu, Scandal            | 3:23                       |                            |                            |                            |                            |
| 6.                         | Hosi no furu joru ni (星の降る夜に)  | Scandal                                 | Tadzsika Juicsi            | Kavagucsi Keita                       | 4:10                       |                            |                            |                            |                            |
| 7.                         | Kosi-Tantan                          | Aki Jóko, Scandal                       | Nisikava Nigiki            | Nisikava Nigiki                       | 3:34                       |                            |                            |                            |                            |
| 8.                         | Midnight Television                  | Scandal, Hajama Aidzsi, Kubota Szacsio  | Hosi Kacu, Kubota Szacsio  | Hosi Kacu                             | 4:10                       |                            |                            |                            |                            |
| 9.                         | Shining Sun                          | Scandal, Siraisi Szatori, Issiki Szoran | Tadzsika Juicsi            | Siraisi Szatori                       | 3:42                       |                            |                            |                            |                            |
| 10.                        | Cute!                                | Mami                                    | Tanaka Hidenori            | Kavagucsi Keita                       | 4:32                       |                            |                            |                            |                            |
| 11.                        | Emotion                              | Rina                                    | Rina                       | Mijanaga Dzsiro                       | 3:44                       |                            |                            |                            |                            |
| 12.                        | Satisfaction (サティスファクション)  | Tomomi, Junkoo, Szató Acusi             | Junkoo, Szató Acusi        | Kavagucsi Keita                       | 3:10                       |                            |                            |                            |                            |
| 13.                        | Want You                             | Mami                                    | Mami                       | Kavagucsi Keita                       | 3:53                       |                            |                            |                            |                            |
| 14.                        | Kimi ni sittocsú (君に嫉妬中)        | Hadzsime                                | Hadzsime                   | Hadzsime                              | 3:48                       |                            |                            |                            |                            |
| 15.                        | Hikare (ひかれ)                      | Rina                                    | Mami                       | Scandal                               | 4:18                       |                            |                            |                            |                            |
| 16.                        | Happy Collector (ハッピーコレクター) | Tomomi                                  | Kodzsó Jaszujuki           | Kavagucsi Keita                       | 3:17                       |                            |                            |                            |                            |
| 17.                        | Playboy (プレイボーイ)               | Tomomi, Masterworks                     | Masterworks, Scandal       | Masterworks, Scandal, Kavagucsi Keita | 3:24                       |                            |                            |                            |                            |
| 64:31                      |                                      |                                         |                            |                                       |                            |                            |                            |                            |                            |

| 1. | Playboy (プレイボーイ; videóklip)                                             |  |  |
| 2. | Satisfaction (サティスファクション; videóklip)                                |  |  |
| 3. | Koncertfelvétel: visszatérés az oszakai Siroten kiindulópontra — Welcome Home |  |  |